# 維利尚卡河 (普肖爾河支流)
維利尚卡河（烏克蘭語：Вільшанка），是烏克蘭的河流，屬於普肖爾河的左支流，發源自庫里利夫卡東部，河口處在巴拉巴希夫卡西北面，河道全長34公里，流域面積186平方公里。